# Bundesregierung Kern
Die Bundesregierung Kern war Fortsetzung der Bundesregierung Faymann II und legitimierte sich wie diese aus den Ergebnissen der Nationalratswahl 2013, bei der die Sozialdemokratische Partei Österreichs (SPÖ) zur stimmenstärksten Fraktion im Nationalrat gewählt wurde. Danach gingen die SPÖ und die zweitstärkste Partei, die Österreichische Volkspartei (ÖVP), eine Regierungskoalition ein.
Nachdem am 9. Mai 2016 der bisherige Bundeskanzler Werner Faymann (SPÖ) seinen Rücktritt und den Rückzug aus allen politischen Funktionen erklärt hatte, betraute Bundespräsident Heinz Fischer noch am selben Tag Vizekanzler Reinhold Mitterlehner mit der einstweiligen Fortführung der Geschäfte des Bundeskanzlers.
Als Nachfolger Faymanns wurde am 17. Mai 2016 Christian Kern vom Bundespräsidenten als 13. Regierungschef angelobt. Die Minister und Staatssekretäre der Regierung Faymann II blieben dabei zunächst unverändert in der Bundesregierung. Auf Vorschlag des neuen Bundeskanzlers wurden am folgenden Tag drei der von der SPÖ gestellten Minister und eine Staatssekretärin vom Bundespräsidenten entlassen und vier neue angelobt. Auf das ÖVP-Regierungsteam, das in der Amtszeit des Kabinetts Faymann II mehrere Änderungen erlebte, hatte die Regierungsumbildung keinen Einfluss.
Am 10. Mai 2017 gab Mitterlehner bekannt, sowohl als Bundesparteiobmann der ÖVP, wie auch von seinen Ämtern als Minister und Vizekanzler zurückzutreten. Als Termin nannte er den 15. Mai. Sein Nachfolger als zunächst designierter ÖVP-Obmann wurde am 14. Mai Außenminister Sebastian Kurz, der umgehend Neuwahlen forderte, es aber ablehnte, in der Regierung das Amt des Vizekanzlers zu übernehmen. Nach einem Gespräch mit Bundespräsident Alexander Van der Bellen sagte Mitterlehner am 15. Mai zu, vorerst seine Regierungsämter weiter auszuüben. Vizekanzler wurde am 17. Mai der parteilose Justizminister Wolfgang Brandstetter.
Nach der Nationalratswahl 2017 wurde die Regierung vom Bundespräsidenten am 17. Oktober 2017 mit der Fortführung der Geschäfte bis zur Ernennung einer neuen Regierung beauftragt. Im Zuge der Ernennung der Bundesregierung Kurz I wurde die Bundesregierung Kern am 18. Dezember 2017 ihres Amtes enthoben.

## Vorgeschichte

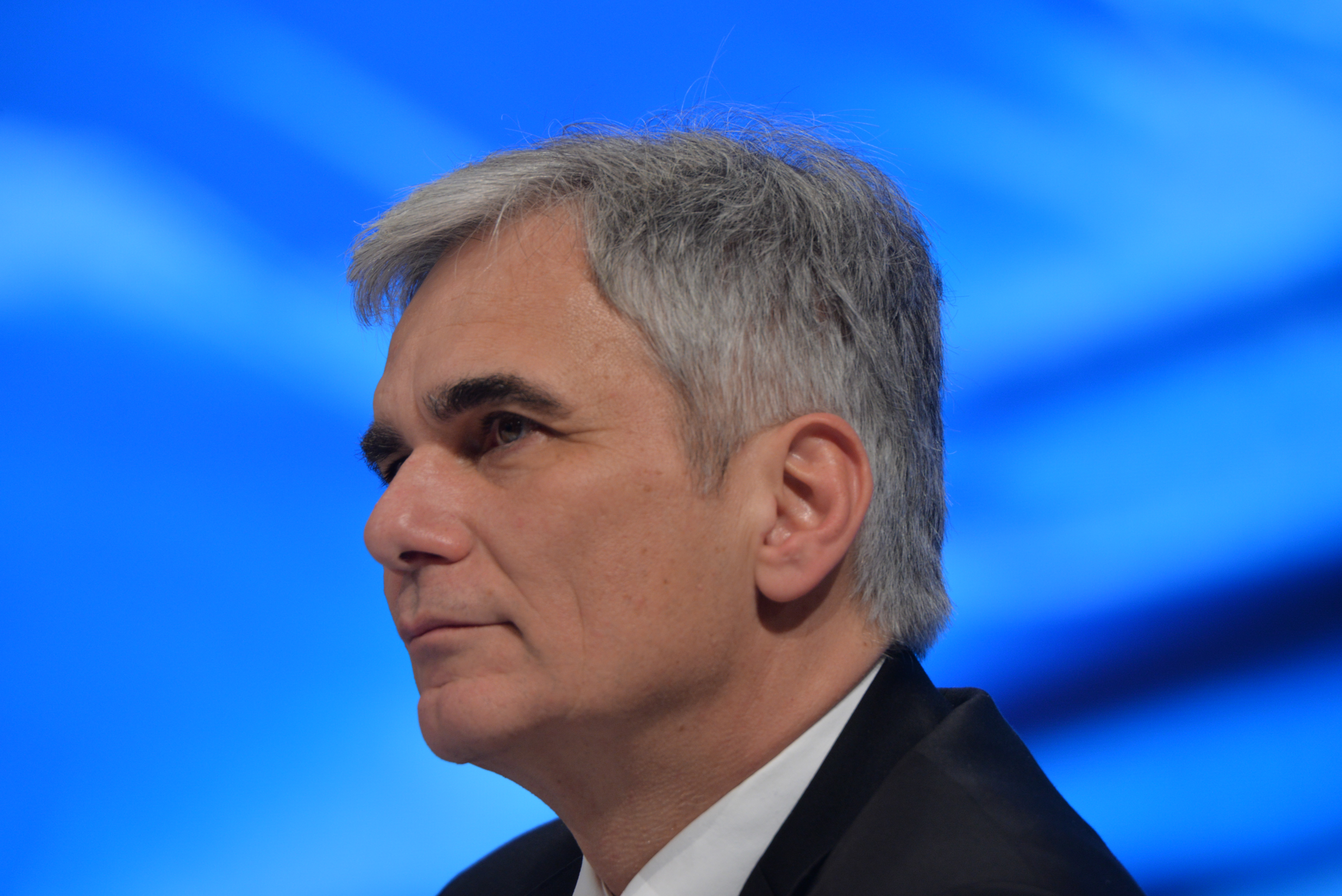
Werner Faymann erklärte am 9. Mai 2016 seinen Rücktritt als Bundeskanzler

Am Montag, dem 9. Mai 2016, war Werner Faymann von seinen Funktionen als Bundeskanzler und SPÖ-Vorsitzender zurückgetreten. Im Unterschied zu früheren Wechseln im Regierungsvorsitz hatte er sich nicht bereiterklärt, die Geschäfte im Auftrag des Bundespräsidenten bis zur Bildung des nächsten Kabinetts fortzuführen. Der Bundespräsident beauftragte daher am gleichen Tag Vizekanzler Reinhold Mitterlehner mit der Fortführung der Geschäfte des Bundeskanzlers.
Die SPÖ wählte Michael Häupl zum interimistischen SPÖ-Vorsitzenden. Häupl, Wiener Bürgermeister, Landeshauptmann und Landesvorsitzender der SPÖ Wien, führte daraufhin Sondierungsgespräche mit potenziellen Faymann-Nachfolgern. Die SPÖ Wien favorisierte den Medienmanager Gerhard Zeiler, alle anderen Landesorganisationen der SPÖ plädierten für Christian Kern, Vorstandsvorsitzender der ÖBB-Holding AG.
Am 13. Mai 2016 wurde Christian Kern der Öffentlichkeit als Nachfolger von Werner Faymann präsentiert.
Am 17. Mai 2016 wurde Kern vom zuständigen SPÖ-Parteigremium unter Vorsitz von Michael Häupl als künftiger Bundeskanzler und designierter SPÖ-Parteivorsitzender bestätigt. Häupl blieb bis auf Weiteres geschäftsführender Vorsitzender der Bundes-SPÖ. Am außerordentlichen SPÖ-Parteitag am 25. Juni 2016 wurde Kern mit knapp 97 Prozent der Delegiertenstimmen als Parteivorsitzender bestätigt.

## Ernennung des Bundeskanzlers und Regierungsumbildung

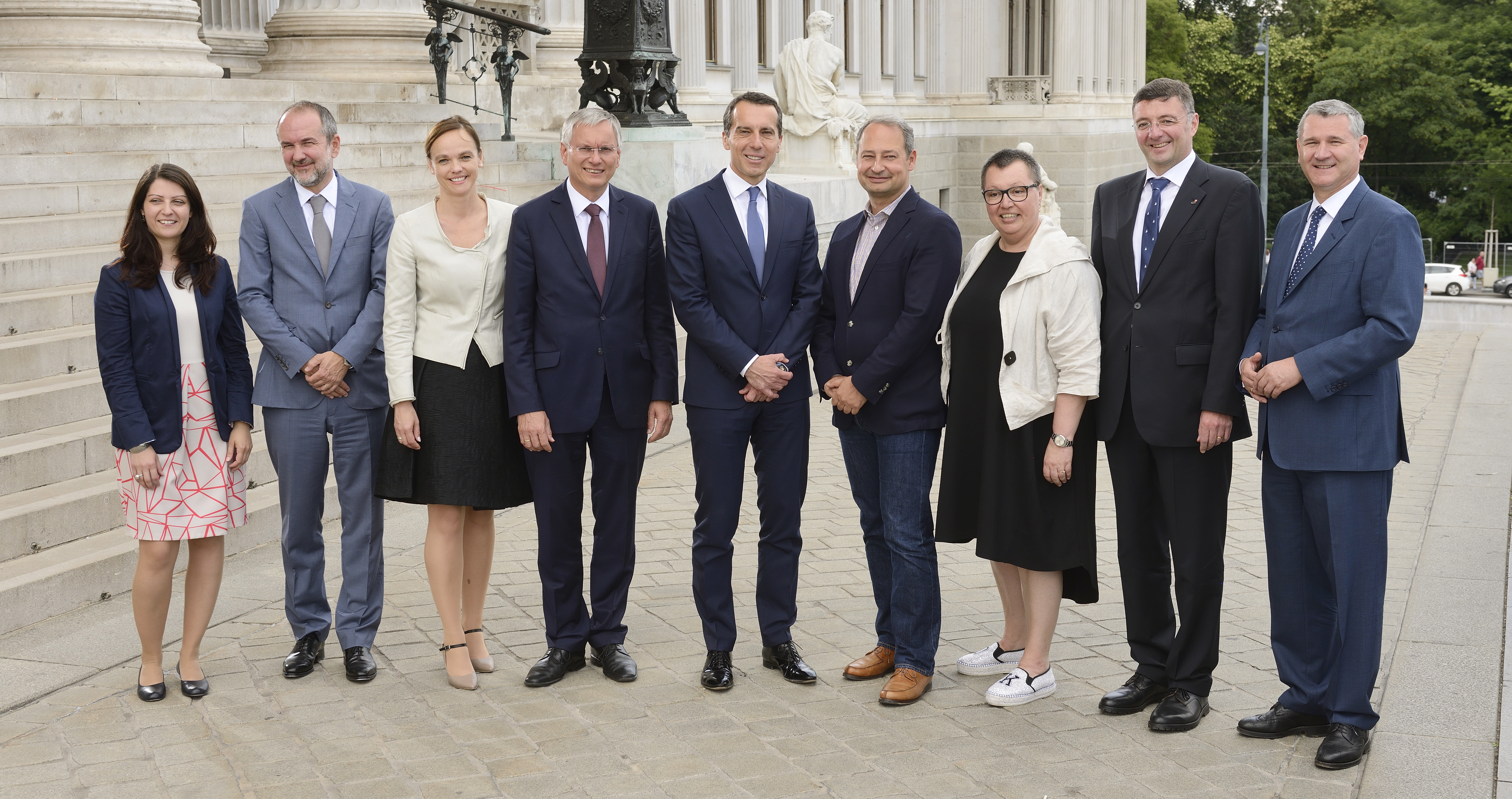
SPÖ-Regierungsmitglieder der Bundesregierung Kern (2016)

Am Nachmittag des 17. Mai 2016 wurde Kern von Bundespräsident Heinz Fischer zum Bundeskanzler der Republik Österreich ernannt und angelobt.
Am Morgen des 18. Mai 2016 leitete Bundeskanzler Kern erstmals den vorerst noch unveränderten Ministerrat, zu dem sich im Parlament die Mitglieder der Regierung Faymann II einfanden. Im Anschluss an diesen Ministerrat wurden auf Vorschlag von Bundeskanzler Christian Kern neu in die Regierung berufenen Mitglieder Sonja Hammerschmid, Jörg Leichtfried, Thomas Drozda und Muna Duzdar von Bundespräsident Heinz Fischer ernannt und angelobt.

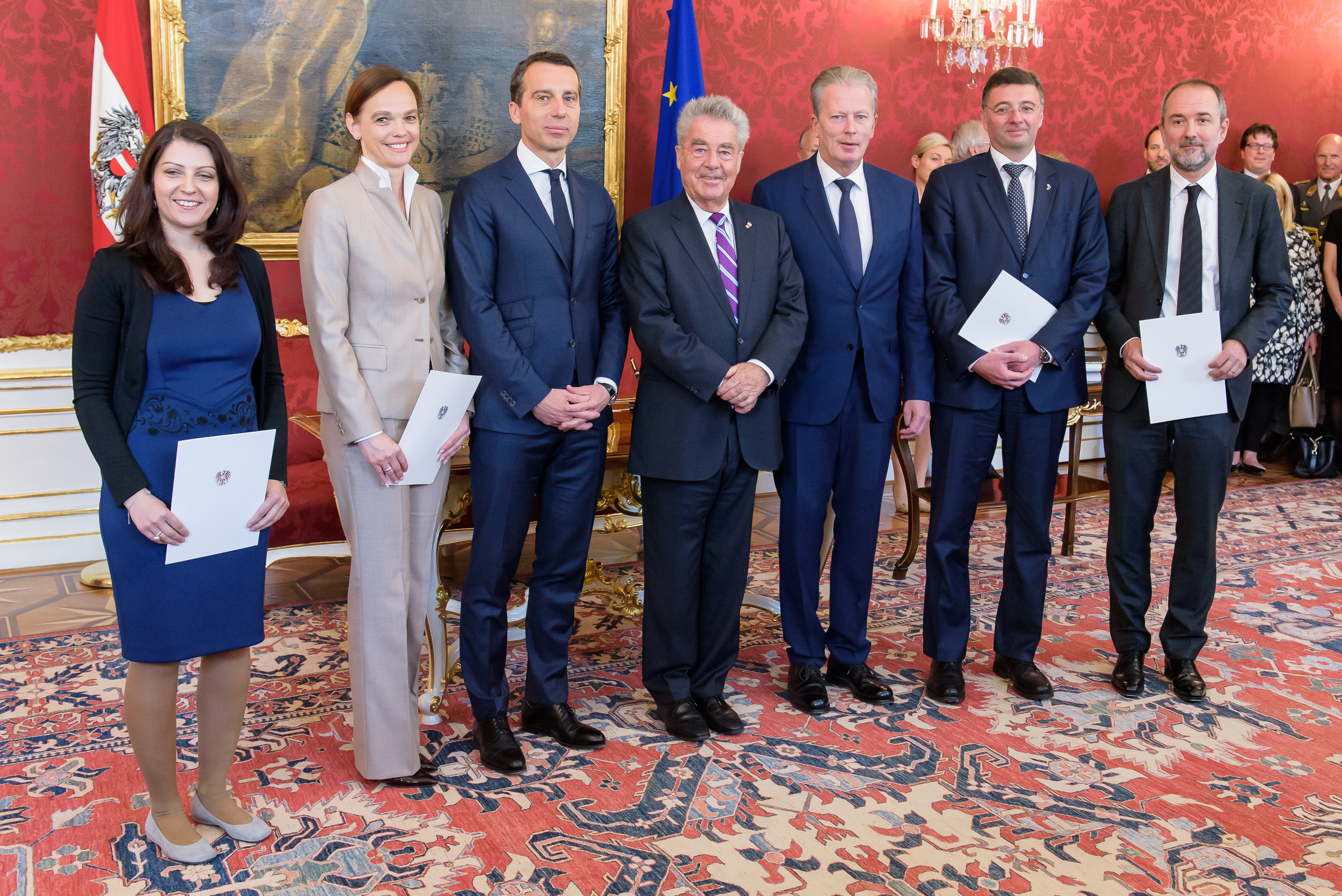
Angelobung der vier neuen Regierungsmitglieder (18. Mai 2016)

Bundeskanzler Kern tauschte vier der sechs von der SPÖ gestellten Mitglieder der Regierung Faymann II aus: die Ministerin Gabriele Heinisch-Hosek, die Minister Josef Ostermayer und Gerald Klug sowie Staatssekretärin Sonja Steßl schieden aus.
Der bis dahin noch kompetenzlose neue Minister im Bundeskanzleramt, Thomas Drozda, als Regierungskoordinator vorgestellt, erhielt vom Bundespräsidenten am 25. Mai 2016 mit neuerlicher Angelobung das für ihn vorgesehene Aufgabengebiet.
Im Zuge der Umbildung der Bundesregierung wurden die Angelegenheiten der Frauen- und Gleichstellungspolitik vom Bildungsministerium mit Wirksamkeit vom 1. Juli 2016 in das Gesundheitsministerium übertragen. Der Initiativantrag zur entsprechenden Änderung des Bundesministeriengesetzes wurde am 18. Mai 2016 im Nationalrat eingebracht und von diesem am 16. Juni beschlossen. Nach dem Beschluss im Bundesrat am 30. Juni trat die Änderung nach Kundmachung mit 1. Juli 2016 in Kraft.
Alle zuletzt von der ÖVP gestellten Mitglieder der Regierung Faymann II verblieben in ihren Funktionen und waren auch Amtsinhaber in der neuen Regierung Kern.
Am 23. Februar 2017 verstarb die Bundesministerin für Gesundheit und Frauen Sabine Oberhauser an ihrem Krebsleiden. Bis eine Nachfolgerin gefunden wurde, übernahm Sozialminister Alois Stöger interimistisch die Agenden der verstorbenen Ministerin. Am 8. März 2017 wurde Pamela Rendi-Wagner als Nachfolgerin für Sabine Oberhauser als Bundesministerin für Gesundheit und Frauen von Bundespräsident Alexander Van der Bellen angelobt.
Am 10. Mai 2017 erklärte Vizekanzler und Forschungsminister Reinhold Mitterlehner seinen Rücktritt mit Wirkung für Montag, den 15. Mai.
Seine Nachfolge traten sein bisheriger Staatssekretär Harald Mahrer als Forschungsminister und der Justizminister Wolfgang Brandstetter als Vizekanzler an.

## Regierungsmitglieder
| Amt                                                          | Foto                        | Name                                         | Partei | Partei                            | Staatssekretär                 | Partei | Partei |
| ------------------------------------------------------------ | --------------------------- | -------------------------------------------- | ------ | --------------------------------- | ------------------------------ | ------ | ------ |
| Bundeskanzler                                                |                             | Christian Kern                               |        | SPÖ                               | Sonja Steßl bis 18. Mai 2016   |        | SPÖ    |
| Bundeskanzler                                                | Muna Duzdar ab 18. Mai 2016 | Christian Kern                               |        | SPÖ                               | SPÖ                            |        |        |
| Vizekanzler                                                  |                             | Reinhold Mitterlehner bis 17. Mai 2017       |        | ÖVP                               |                                |        |        |
| Vizekanzler                                                  |                             | Wolfgang Brandstetter ab 17. Mai 2017        |        | Parteilos (von der ÖVP nominiert) |                                |        |        |
| Europa, Integration und Äußeres                              |                             | Sebastian Kurz                               |        | ÖVP                               |                                |        |        |
| Inneres                                                      |                             | Wolfgang Sobotka                             |        | ÖVP                               |                                |        |        |
| Justiz                                                       |                             | Wolfgang Brandstetter                        |        | Parteilos (von der ÖVP nominiert) |                                |        |        |
| Finanzen                                                     |                             | Hans Jörg Schelling                          |        | ÖVP                               |                                |        |        |
| Familien und Jugend                                          |                             | Sophie Karmasin                              |        | Parteilos (von der ÖVP nominiert) |                                |        |        |
| Arbeit, Soziales und Konsumentenschutz                       |                             | Alois Stöger                                 |        | SPÖ                               |                                |        |        |
| Land- und Forstwirtschaft, Umwelt und Wasserwirtschaft       |                             | Andrä Rupprechter                            |        | ÖVP                               |                                |        |        |
| Landesverteidigung und Sport                                 |                             | Hans Peter Doskozil                          |        | SPÖ                               |                                |        |        |
| Verkehr, Innovation und Technologie                          |                             | Jörg Leichtfried                             |        | SPÖ                               |                                |        |        |
| Bildung                                                      |                             | Sonja Hammerschmid                           |        | SPÖ                               |                                |        |        |
| Wirtschaft, Wissenschaft und Forschung                       |                             | Reinhold Mitterlehner bis 17. Mai 2017       |        | ÖVP                               | Harald Mahrer bis 17. Mai 2017 |        | ÖVP    |
| Wirtschaft, Wissenschaft und Forschung                       |                             | Harald Mahrer ab 17. Mai 2017                |        | ÖVP                               |                                |        |        |
| Gesundheit und Frauen                                        |                             | Sabine Oberhauser bis 23. Februar 2017†      |        | SPÖ                               |                                |        |        |
| Gesundheit und Frauen                                        |                             | Alois Stöger bis 8. März 2017 (provisorisch) |        | SPÖ                               |                                |        |        |
| Gesundheit und Frauen                                        |                             | Pamela Rendi-Wagner ab 8. März 2017          |        | SPÖ                               |                                |        |        |
| Kanzleramtsminister für Kunst, Kultur, Verfassung und Medien |                             | Thomas Drozda                                |        | SPÖ                               |                                |        |        |

Ausgeschieden unmittelbar nach Amtsantritt Kerns
Mit der Umbildung der bisherigen Bundesregierung Faymann II am 18. Mai 2016 sind folgende Regierungsmitglieder ausgeschieden:
| Funktion in der Bundesregierung                                                                    | Porträt | Amtsinhaber Bundesminister | Partei | Partei |
| -------------------------------------------------------------------------------------------------- | ------- | --- | ------ | ------ |
| Kanzleramtsminister (als „Kanzleramtsminister“ zuständig für Kunst, Kultur, Verfassung und Medien) |         | Josef Ostermayer (1. März 2014 bis 18. Mai 2016)                                                                                   |        | SPÖ    |
| Verkehr, Innovation und Technologie                                                                |         | Gerald Klug (26. Jän. 2016 bis 18. Mai 2016; Ressort von Alois Stöger übernommen; am 19. Mai 2016 wechselte er in den Nationalrat) |        | SPÖ    |
| Bildung und Frauen                                                                                 |         | Gabriele Heinisch-Hosek (1. März 2014 bis 18. Mai 2016; am 19. Mai 2016 in den Nationalrat zurückgekehrt)                          |        | SPÖ    |